# Crise de refugiados ucranianos de 2022

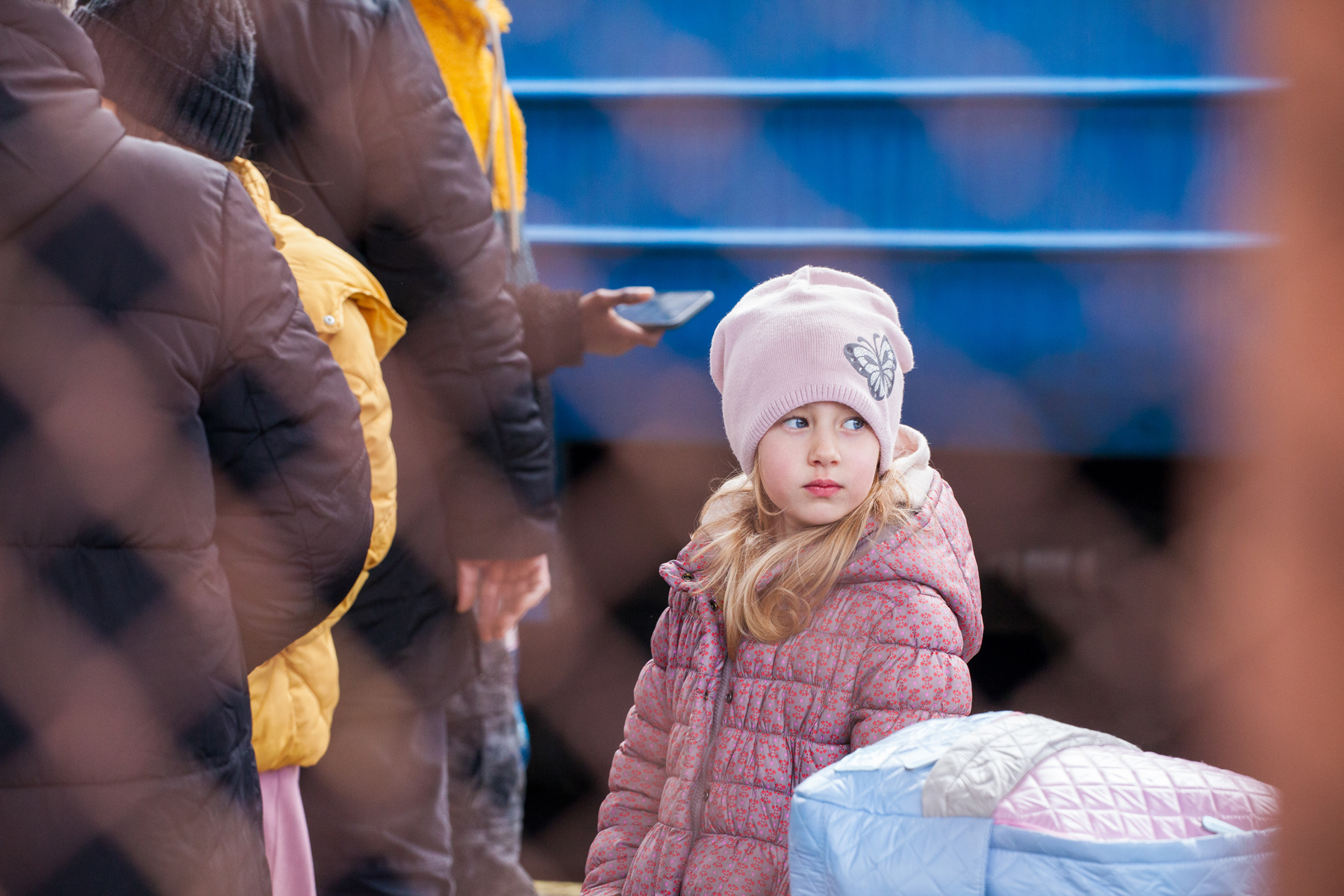
Uma criança refugiada ucraniana na estação de trem de Przemyśl, na Polônia.

Uma crise de refugiados em andamento começou na Europa no final de fevereiro de 2022, após a invasão da Ucrânia pela Rússia. Mais de 8,2 milhões de refugiados que fugiram da Ucrânia foram registrados em toda a Europa, enquanto estima-se que outros 8 milhões tenham sido deslocados dentro do país até o final de maio de 2022. Aproximadamente um quarto da população total do país havia deixado suas casas na Ucrânia até 20 de março. 90% dos refugiados ucranianos são mulheres e crianças, enquanto a maioria dos homens ucranianos com idade entre 18 e 60 anos está proibida de deixar o país. Até 24 de março, mais da metade de todas as crianças da Ucrânia haviam deixado suas casas, das quais um quarto havia deixado o país. A invasão causou a maior crise de refugiados na Europa desde a Segunda Guerra Mundial, sendo a primeira desse tipo na Europa desde as Guerra Civil Iugoslava na década de 1990, além de ser a quarta maior crise de refugiados da história. É a maior crise de refugiados do século XXI, com a taxa de fuga de refugiados mais alta globalmente.
A grande maioria dos refugiados inicialmente ingressou em países vizinhos a oeste da Ucrânia (Polônia, Eslováquia, Hungria, Romênia e Moldávia). Cerca de 3 milhões de pessoas então se deslocaram ainda mais para o oeste, em direção a outros países europeus. Em 18 de outubro de 2022, de acordo com dados do ACNUR, os países que receberam o maior número de ucranianos foram Rússia (2,77 milhões), Polônia (1,5 milhão), Alemanha (1 milhão) e República Tcheca (0,5 milhão). A partir de setembro de 2022, a Human Rights Watch documentou que civis ucranianos estavam sendo transferidos à força para a Rússia. O Alto-comissariado das Nações Unidas para os Direitos Humanos afirmou que "houve alegações críveis de transferências forçadas de crianças desacompanhadas para territórios ocupados pela Rússia ou para a própria Federação Russa". O Departamento de Estado dos Estados Unidos estima que pelo menos 900 mil cidadãos ucranianos foram relocados à força para a Rússia. Mais de 4,5 milhões de ucranianos retornaram à Ucrânia desde o início da invasão.
Os países da União Europeia (UE) que fazem fronteira com a Ucrânia permitiram a entrada de todos os refugiados ucranianos, e a UE invocou a Diretiva de Proteção Temporária, que concede aos ucranianos o direito de permanecer, trabalhar e estudar em qualquer estado membro da União Europeia por um período inicial de um ano.

## Jornada

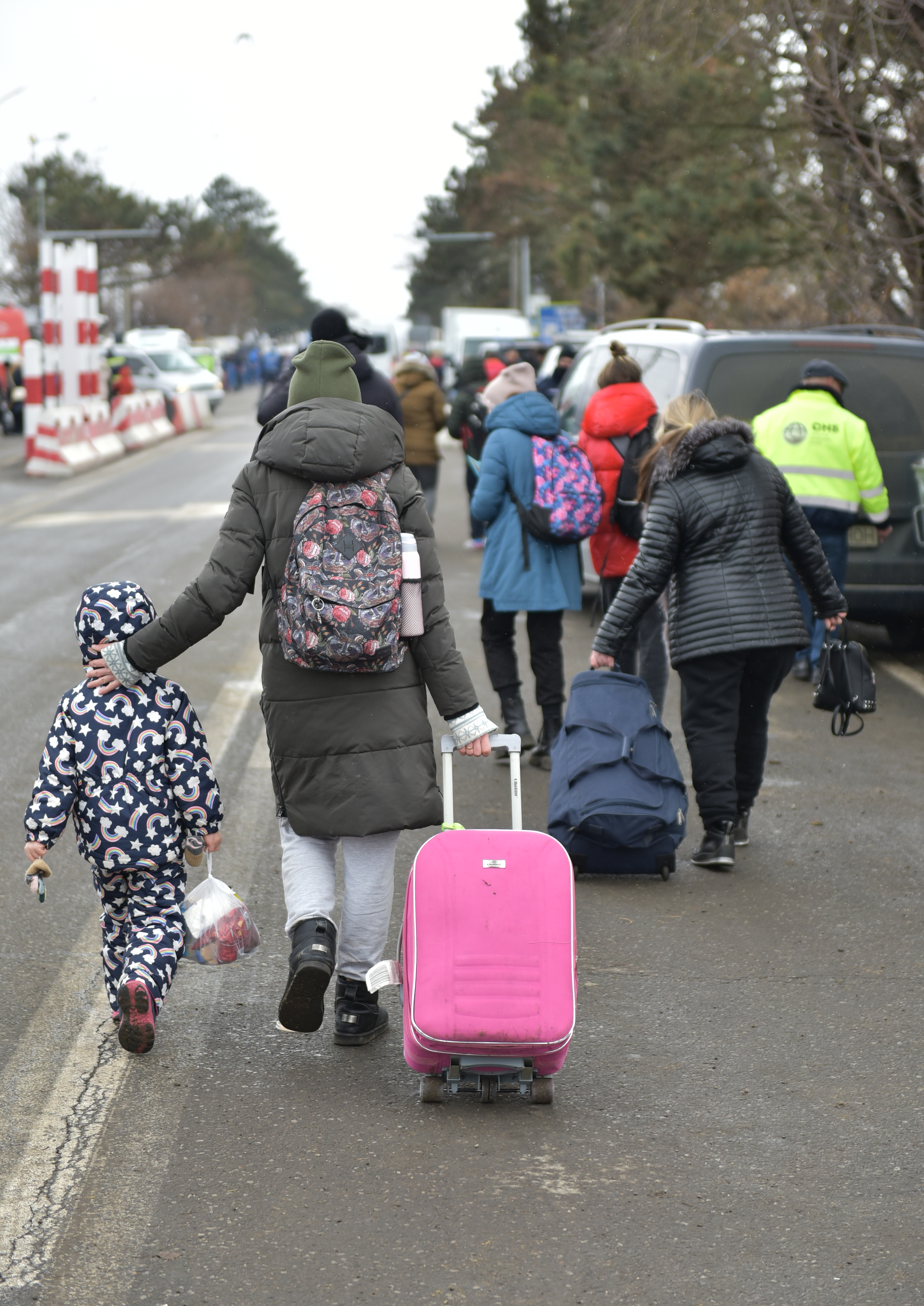
Refugiados entrando na Romênia, 5 de março de 2022.

Para muitos refugiados que seguiam em direção ao oeste, os trens desempenharam um papel vital na jornada dentro da Ucrânia e nos países vizinhos. Oleksandr Kamyshin, CEO da Ukrzaliznytsia, que opera a maioria dos serviços ferroviários na Ucrânia, estimou que, dentro de três semanas após o início da invasão, a rede havia transportado 2,5 milhões de passageiros. Ele também afirmou que, no auge, a rede transportava 190 mil pessoas por dia.
Para garantir que os trens pudessem viajar com a maior segurança possível, a rede teve que se adaptar constantemente às situações no terreno, como quando as vias são danificadas por bombas ou quando deixam de estar sob controle ucraniano. Os trens precisam se deslocar mais devagar porque frequentemente estão superlotados para acomodar o maior número possível de pessoas e para minimizar o risco de danos às vias. À noite, os trens também desligam suas luzes para reduzir as chances de serem alvos.
Empresas ferroviárias de vários países europeus, incluindo Áustria, Bélgica, República Tcheca, Dinamarca, Finlândia, França, Alemanha, Hungria, Lituânia, Países Baixos, Polônia, Romênia, Eslováquia e Suíça, permitiram que os refugiados ucranianos viajassem de trem gratuitamente.
Outros refugiados viajaram de veículos motorizados ou a pé. Em alguns cruzamentos de fronteira, formaram-se congestionamentos de vários quilômetros de extensão. Os voos comerciais não estavam disponíveis na Ucrânia, pois o país fechou seu espaço aéreo para voos civis no dia da invasão.

### Locais de organização e cruzamentos de fronteira
A cidade de Lviv, no oeste da Ucrânia, tornou-se um ponto de partida importante para os refugiados. Até 100 mil refugiados estavam chegando à cidade todos os dias, que antes da invasão tinha uma população de 700 mil habitantes. A partir de Lviv, trens transportam os refugiados para pontos de travessia de fronteira, como Medyka, na Polônia, e Ujhorod, próximo à fronteira com a Eslováquia e Hungria. A partir de Medyka, a maioria dos refugiados continua para Przemyśl, na Polônia, e de lá segue para o resto da Europa.
Outros principais pontos de travessia de fronteira incluíam Siret, na Romênia, Ocnița e Palanca, na Moldávia, Beregsurány, na Hungria, e Vyšné Nemecké, na Eslováquia.